# خاکشیر طبی
خاکشیر طبی (نام علمی: Sisymbrium officinale) نام یک گونه از تیره شب‌بویان است.